# ユングヴェ・シェルド
ユングヴェ・シェルド（Karl Yngve Sköld, 1899年4月29日 - 1992年12月6日）は、スウェーデンの作曲家。

## 略歴・作風
セーデルマンランド県ヴァルビ出身。1915年から1918年までストックホルム音楽大学でピアノと音楽理論を学んだ。1919年にオルガンで学位を取得した後、チェコスロバキアに留学し、1920年から1921年までブルノの音楽院で、1921年から1922年までプラハ音楽院で作曲・指揮・ピアノを学んだ。
1923年から映画会社のピアニストとして活動した後、1938年から1964年までスウェーデン作曲家協会の司書を務めた。
作品は交響曲、管弦楽曲、協奏曲、カンタータ、室内楽曲、ピアノ曲、オルガン曲、映画音楽など多岐にわたり、作風はルイ・グラスやハーコン・ボアセンのような北欧のロマン主義音楽の影響を強く受けている。